# 克里斯·赫伦
克里斯·阿尔伯特·赫伦（英語：Chris Albert Herren，1975年9月27日—），美国NBA联盟职业篮球运动员。他在1999年的NBA选秀中第2轮第33顺位被丹佛掘金选中。